# Pinguicula albida
Pinguicula albida är en tätörtsväxtart som beskrevs av John Wright och Grizeb.. Pinguicula albida ingår i släktet tätörter, och familjen tätörtsväxter. Inga underarter finns listade i Catalogue of Life.